# Danielle Hayes
Danielle Hayes (Whakatane, 18 de febrero de 1991) es una modelo neozelandesa, reconocida por ser la primera ganadora Māori del concurso New Zealand's Next Top Model en 2010. 

## Carrera
Hayes está representada actualmente por Unique Model Management y por Darley Models en Australia. En 2013 firmó con One Management en Nueva York, Kismet Management en Los Ángeles, D Management en Ciudad del Cabo, IZAIO en Berlín y CITY MODELS en París. Desde su participación en Next Top Model, Hayes ha aparecido en las páginas de las revistas Cleo, Metro, The Dominion Post, Black, Remix, Karen, Faint, Ellements y Unfolded. Ha modelado para las marcas de joyería Zoe and Morgan, Glamuzina y Te Rongo Kirkwood. Hayes Fue invitada a modelar para Jean Paul Gaultier en el espectáculo de moda en París de 2014.